# Jason Read
Jason Read, född 24 december 1977 i Hunterdon County i New Jersey, är en amerikansk roddare.
Han tog OS-guld i åtta med styrman i samband med de olympiska roddtävlingarna 2004 i Aten.